# 絶体絶命でんぢゃらすじーさんDS〜でんぢゃらすセンセーション〜
『絶体絶命でんぢゃらすじーさんDS〜でんぢゃらすセンセーション〜』（ぜったいぜつめい でんぢゃらすじーさんDS でんぢゃらすセンセーション）は、2006年1月14日にキッズステーションから発売された、ニンテンドーDS用ソフトで、漫画『絶体絶命でんぢゃらすじーさん』のゲーム化作品である。通信で4人まで遊ぶことができる。

## 解説
プレイヤーはじーさんを操作し、ミニゲームやイベントを通してゲームを進めていく。ストーリーは『月刊コロコロコミック』200ページ分となる声付きの漫画で進行する。『ケシカスくん』や『デュエル・マスターズ』のキャラクターも登場する。
販売本数約5万本。
キッズステーションから発売された最後のゲーム化作品である。

## あらすじ
ある日、まじめにゲームを作ってもつまらないという理由でクソゲーを超えたダメゲーを作ったじーさんがダメゲーを面白くするために孫と旅に出る。

## 登場人物
今回はシリーズでは初めてアニメ版の声優が声を担当している（ただしフルボイスではなく、状況に応じてそれにあう台詞を喋る）。パッケージアートでは近所のガキも登場していたが、ゲーム本編には登場しない。
じーさん（声優：中村大樹）
主人公。「まじめにゲームを作ってもつまらない」という理由でダメゲーを作ってしまう。
孫（声優：恒松あゆみ）
じーさんの孫。
校長（声優：千葉繁）
孫が通う学校の校長。自分が世界で一番偉くないと気がすまない性格。
ゲームを面白くする方法を教える条件として、「じーさんDS発売記念モリモリ8番勝負（という名の一連のミニゲーム）」をじーさんに差し向けるが、すべてクリアされる。そして「自分が一番偉くないゲームなんてダメゲーの方がお似合い」だと駄々をこねるが、じーさんと孫に「エライ」と言われ続けたことで機嫌を直す。「宇宙のどこかにある金のウンコ」の存在を話し、宇宙船を手配するために宇宙から友好的なみょみょみょ星人を呼び出す。
ゲベ
じーさんと孫のペット。出番がかなり少ない。　
最強さん
近所に住む史上最強のおっさん。本作から本格的に喋るようになった。
魔人
7つ集まった金のウンコから現れる偉大なる魔人。どんな願いでも一つだけ叶えてくれるが、願いによっては条件付きの場合がある。外見は原作第7巻に登場した知らないおっさんと酷似している。

### 過去の作品からの登場
みょみょみょ星人
本作では友好的な個体が登場。校長が事前に呼んでおいた。
みょみょみょ大王
ある条件クリア後、第1ステージ「ひげのいえ」に登場する。
ラス･ボス
ある条件クリア後、第2ステージ「ワガハイのまち」に登場する。
魔物 語
ある条件クリア後、第4ステージ「うちゅうぽいところ」に登場する。

### その他
曽山一寿
このゲームの原作者。エンディング後に登場。自分の偉大さをわからせるべく、じーさん達に仕事場を見学させるが、乾いてない原稿に触られたり、リンチされたりと酷い目にあう。
技々みみみ
わざぼー
同作者作『わざぼー』からの登場。じーさんたちと出会って早々対立するが、曽山が「わざぼー」の原稿を完成させた事がきっかけで和解する。
のぼるくん
原作第6巻に登場したじーさんの友達。じーさんがうんこを木の枝で突いてうんこが美味しそうに揺れた為、そのうんこを食べてしまう（お見せできませんのテロップで規制されている）。ゲーム説明ではじーさんが「真似はするなよ」と言っている。
てるてるさん
原作第6巻に登場したてるてる坊主の神様。曽山の家に住んでおり、じーさんを挑発するが、紐を切られて下に落ちてしまう。
ケシカスくん
村瀬範行作『ケシカスくん』からの登場。
孫のもとに現れた芸術仙人が消しゴムを孫に与えるシーンで孫が手に持ったとたん普通の消しゴムから進化している。
切札勝舞
黒城凶死郎
黄昏ミミ
松本しげのぶ作『デュエル・マスターズ』からの登場。
勝舞と黒城は、デュエルカードをトントン相撲にするじーさんと校長を、「デュエルをなめるな」と一渇して空の彼方へ殴り飛ばし、ミミはしつこくデュエルを申し込んでくるじーさんを空の彼方へ殴り飛ばした。記録によると、そのときの飛距離は勝舞達に殴られた時よりも長かったらしい。

## 通信
DSワイヤレス通信・ダウンロードプレイで遊ぶことができる。

### 言葉遊び
ワイヤレス通信により2-4人で遊べる。「いつ・どこで・だれが・なにをしながら・どうした」のようにして文章を作る。最初のプレイヤーは「いつ」を、次のプレイヤーは「どこで」を、といった具合に順番に1つずつ言葉を選んでいき、文章を完成させる。完成後は文章が再生される。
- 例1 - 「遠いあの日・西日暮里で・じーさんが・ウンコ踏みながら・ケツからちくわ出したのじゃ」
- 例2 - 「日曜日・作者の家で・ボクが・かっこいいポーズをしながら・はなくそ」

### 早食い王
ワイヤレス通信により2 - 4人で遊べる。誰が食べ物を早く食べられるか競う。ただし、ウンコまたは爆弾を食べると一回休み。

### ドキドキスクラッチ
2人で遊べる。まず、ソフトを持っている方がスクラッチを作る。そのデータを相手に送る。
- スクラッチの作り方
  1. まず、○と×を入れる。
  2. そして負けのイベントと勝ちのイベントを作る。

## 主題歌
- 「パイプときのこ[1]」
  - 作詞・曽山一寿
  - 作曲・たにがみじゅんぞう
  - 歌・四宮豪